# Stade René-Pons
 (mars 2025).
Le stade René-Pons est un stade de moto-ball situé entre Carpentras et Aubignan dans le Vaucluse.
Il appartient au MBC Carpentras Comtat Venaissin.

## Origine du nom
Ce stade porte le nom en mémoire d'un ancien joueur de moto-ball, René Pons, décédé en 2007, qui a recréé le club du MBC Carpentras en 1990.

## Club résident
Le stade appartient au MBC Carpentras, club de moto-ball de la ville de Carpentras. Ce club évolue actuellement en Nationale A, c'est-à-dire l'élite du moto-ball français ainsi qu'en Nationale Juniors (de 14 à 18 ans). Le responsable du stade se trouve être un bénévole du club comtadin qui habite non loin. Il s'occupe donc de la partie technique du stade tandis que la mairie de la ville s'occupe du nettoyage.

## Horaires
Les jours de matches du club de Moto-Ball de Carpentras, les samedis lors de la saison de moto-ball en France.